# Pixilation
La pixilation (de l'anglais pixilated) est une technique d'animation en volume, où des acteurs ou objets réels sont filmés image par image.
C'est un effet spécial (trucage réalisé au tournage) qui crée un semblant de magie : des personnages qui volent, glissent sans bouger les jambes, des objets ou des personnages qui apparaissent subitement et se meuvent bizarrement, des déplacements impossibles dans la réalité, etc.
Pratiquement, les comédiens se meuvent par à-coups, s'immobilisant à chacune des positions qu'ils prennent. Pendant leur immobilité, la caméra enregistre un unique photogramme, selon la technique de l'image par image. Le film déroule ainsi une succession de positions fixes des comédiens (ou des objets qu'un animateur déplace de la même façon) qui donne à la projection l'illusion d'un déplacement bizarre. Par exemple, pour donner l'illusion d'un personnage volant, les comédiens sautent en l'air, et le photogramme est enregistré quand ils sont au zénith de leur bond. À la projection, les personnages semblent ne jamais être au contact du sol.
Pixilated en anglais signifie familièrement bourré, ivre. Littéralement, il signifie affecté par les pixies, de l'anglais pixy-led (dirigé par un pixie, ou ensorcelé). Un pixie est une sorte de fée ou de lutin. Cela n'a donc rien à voir avec les pixels.
À ne pas confondre aussi avec l'effet de mosaïque (en anglais pixelization) qui consiste à réduire la définition d'une image, ce qui fait apparaître les « unités carrées » de l'image vidéo.

## Historique

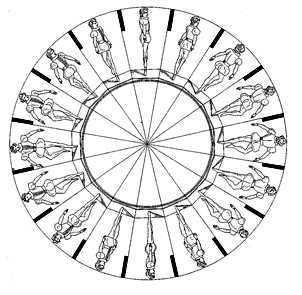
Disque du phénakistiscope (Joseph Plateau, 1832).

### Débuts de l'animation

Animation de jouet optique : Rats s'enfuyant (Thomas Mann Baynes, 1833)

On peut considérer que les premières animations sont celles des jouets optiques, ces petites machines de salon qui comportent sur un disque une série de dessins représentant des personnages, humains ou animaux, dans une succession de positions qui, une fois le disque mis en rotation, donne l'illusion que ces personnages bougent. La durée est courte et cyclique (une à deux secondes). On doit l'invention en 1832 de ce type de machines au physicien et mathématicien belge Joseph Plateau qui veut par ce biais démontrer de façon ludqiue l'existence de la persistance rétinienne.

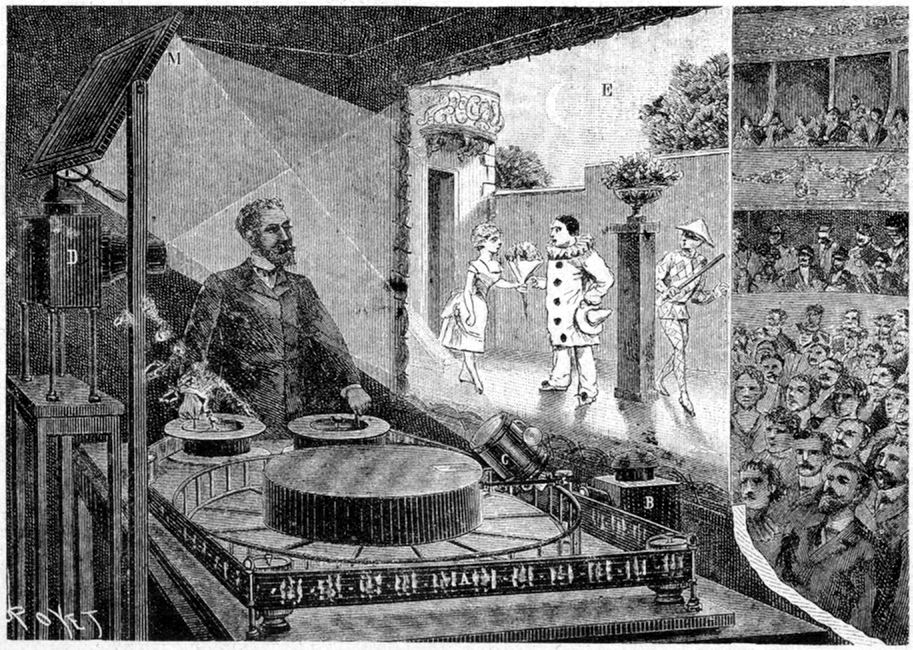
Premières projections de films devant un public assemblé : Théâtre optique (Émile Reynaud, 1892).

En 1892, le Français Émile Reynaud, qui est déjà connu du public aisé pour son jouet de salon, le Praxinoscope (1876), installe son Théâtre optique au sous-sol du Musée Grévin, un dispositif nouveau qui projette sur un écran devant un public assemblé, des pantomimes lumineuses qui sont en fait les premiers dessins animés du cinéma. Ces pantomimes lumineuses ont une durée de 1 minute 30 secondes à 5 minutes qui permet une scénarisation poussée quand on les compare à la première fiction de Louis Lumière, L'Arroseur arrosé, qui ne dure que 49 secondes. Ces projections, accompagnées de musique (les premières bandes originales) spécialement composée pour chaque histoire, ont un grand succès et drainent un demi million de spectateurs de 1892 à 1903). Malheureusement le Théâtre optique ne peut être exporté en un autre lieu, contrairement au film photosensible, au format 35 mm mis au point par Thomas Edison qui fait réaliser les premiers films sur pellicule en 1891 par le premier réalisateur de l'histoire du cinéma, William Kennedy Laurie Dickson, procédé amélioré par Louis Lumière et Jules Carpentier, avec l'arrivée triomphale du cinématographe en 1895.

### Animation par caméras argentiques 35 mm

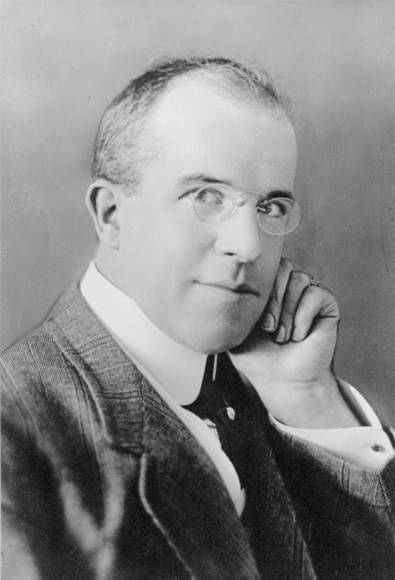
James Stuart Blackton.

En 1906, le comédien américain James Stuart Blackton a l'idée d'utiliser une caméra argentique transformée, permettant de prendre un seul photogramme à chaque tour de manivelle, et il réalise les premiers dessins animés sur pellicule photosensible au format Edison. Il découvre ensuite la technique de l'animation en volume, puis celle de la pixilation. Le Français Émile Courtet, dit Émile Cohl, comprend comment Blackton s'y est pris et lui emboîte le pas, en réalisant en 1908 le premier dessin animé français, Fantasmagorie. Grand touche-à-tout, Émile Cohl réalise en 1911 son premier film de pixilation : Jobard ne peut pas voir les femmes travailler.

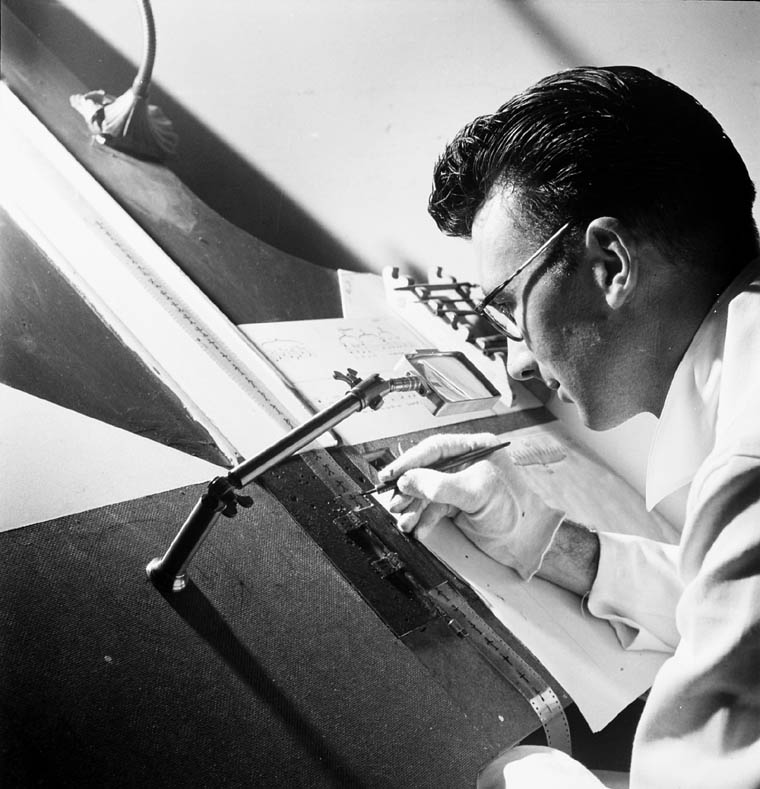
Norman McLaren exécutant de l'animation sans caméra (1944)

Le Canadien Norman McLaren, lui aussi touche-à-tout puisqu'il utilise non seulement le dessin animé, mais la peinture et le grattage sur pellicule, réalise plusieurs films avec la technique de la pixilation, et c'est à lui ou peut-être à son compère Grant Munro (l'un des comédiens de Voisins) que revient l'invention du mot pixilation en 1952. Les plus célèbres sont Neighbours, Il était une chaise coréalisé par Claude Jutra. Suivent Two Bagatelles (1953), réalisé avec Grant Munro, ainsi que Le Discours de bienvenue (1964).

## Filiation de la pixilation
Dans les années 1960-1970, Chuck Menville et Len Jansen réalisent des courts-métrages mettant en scène des êtres humains qui se déplacent comme s'ils étaient à bord de véhicules invisibles : Vicious Cycles (1967), Stop Look and Listen (1967), Blaze Glory (1970), Sergent Swell of the Mounties (1972). Le gag du véhicule invisible est un classique des films de pixilation.
Dans les années 1970, le canadien André Leduc, réalise Tout écartillé (1974), Monsieur Pointu, coréalisé avec Bernard Longpré (1975), et Chérie, ôte tes raquettes ! (1976).
De 1977 à 1979, le Français Paul Dopff réalise successivement, Le Phénomène, La Traversée et Supermouche, puis en 1987, Élégance et Joyeux Anniversaire.
En 1979, Mike Jittlov tourne le court-métrage The Wizard of Speed and Time, qu'il reprend en long-métrage en 1988. Il met en scène un super héros hyper rapide.
En 1980, le Québécois Roger Cantin produit et réalise 18 courts-métrages en pixilation sur divers sujets pour diffusion à Radio-Canada. Puis, en collaboration avec Danyèle Patenaude, Cantin réunit les meilleurs moments de ces courts-métrages dans un court métrage de 15 minutes nommé PIXILATION, et produit par l'ACPAV. Cantin a aussi réalisé en pixilation les courts métrages La Moto (premier prix du cinéma étudiant canadien), Pêcheur d'eau douce, et a participé par des séquences de pixilation à Amuse-Gueule de Robert Awad, produit par l'ONF.

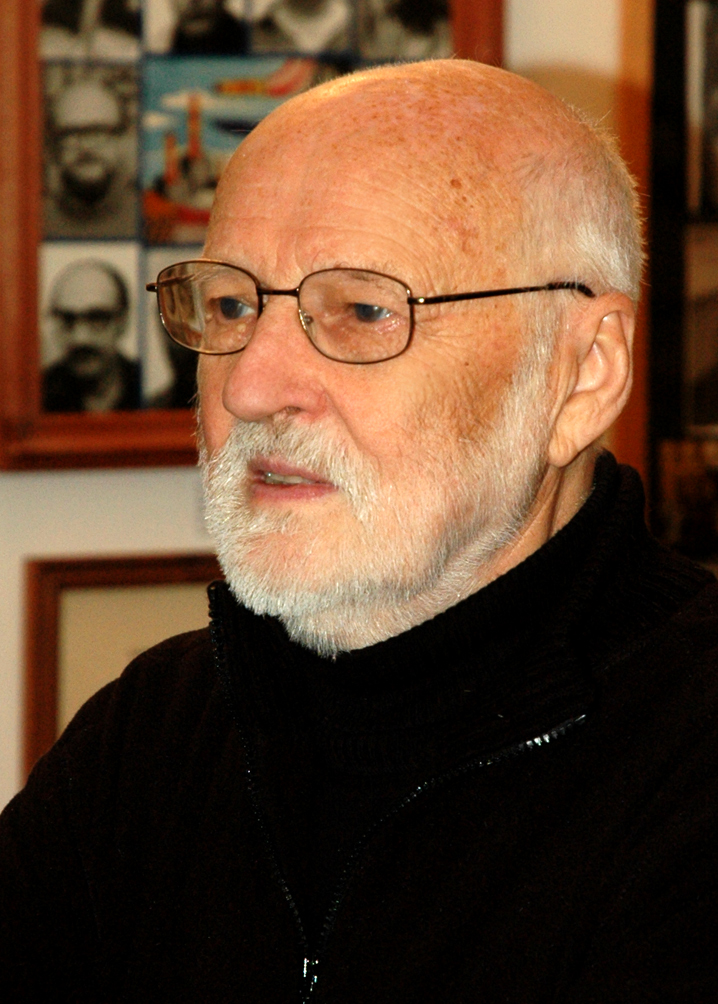
Jan Švankmajer

En 1990, la pixilation est utilisée par le Français Jan Kounen dans son court-métrage Gisèle Kérozène, mettant en scène une course de sorcières sur des balais, tournée dans le quartier de la Défense à Paris.
Le réalisateur tchèque Jan Švankmajer l'utilise dans plusieurs films, comme Nourriture (1992) ou Les Conspirateurs du plaisir (1996).
En 1996, Dave Borthwick réalise le long-métrage Les Secrètes Aventures de Tom Pouce qui utilise largement la pixilation, conjointement à l'animation de marionnettes.
En 2010, le réalisateur allemand Nicolas Hammerschlag réalise Basta Pasta, un court métrage en pixilation mettant en scène le client d'un restaurant confronté à des pâtes qui bougent toutes seules dans son assiette.
La pixilation est une partie intégrante de l'image artistique animée de l'art contemporain figuratif. Depuis la période 1965 l'art vidéo existe avec Jean-Christophe Averty et son apport à la culture de la télévision créative avec ou sans musique.
Elle fait aussi partie des techniques privilégiées dans la réalisation des clips musicaux (véhiculés par internet dans les années 2010), parfois en association avec d'autres techniques d'animation, comme dans La serenissima du groupe DNA, en 1990, Sledgehammer (clip), du chanteur Peter Gabriel réalisé par les studios Aardman Animations en 1986.

## Évolution du procédé
Dans les années 2000, une nouvelle approche de la pixilation se développe. Il s'agit de comédiens allongés sur le sol sur un décor dessiné ou composé de tissus, matelas, etc. La caméra est alors fixée au-dessus d'eux, en plongée totale à 90°. Cette animation, combinée avec celle d'objets en volume posés sur le sol, crée une vie faite de glissements à la fois laborieux (les comédiens se déplacent en rampant) et aériens (les comédiens peuvent tournoyer sur eux-mêmes).
Cette technique se rapproche de celle utilisée Ferdinand Zecca en 1902, dans La Soubrette ingénieuse, où « une jeune servante, chargée par son maître d'accrocher des tableaux, a l'idée de grimper à quatre pattes le long du mur pour pendre les cadres », technique reprise par Segundo de Chomón en 1907, dans Les Kiriki, acrobates japonais, sans animation, mais avec le même déplacement au sol. La caméra était perchée en hauteur comme aujourd'hui, son axe optique à 90° du sol permettait à la soubrette et aux Kiriki d'effectuer des figures acrobatiques totalement impossibles à faire en dehors de ce trucage.
Ce procédé est utilisé dans le court-métrage de Tomas Mankovsky : Sorry, I'm Late (2009). Par effet de mode, on le retrouve dans des clips, ceux de Coldplay : Strawberry Swing (2008), "Every Teardrop Is a Waterfall" (2011); et Her Morning Elegance, du chanteur Oren Lavie, réalisé par Yuval & Merav Nathan (2009). Et dans le monde de la publicité, celle de la marque Target : Every Colour You Can Dream Of (2009).